# امل خضیر
امل خضیر(به عربی: أمل خضیر) زاده (۱ ژوئیه ۱۹۵۹) یکی از خوانندگان و بازیگران تئاتر سرشناس کشور عراق است. او با برگزاری چند کنسرت در کشورهای آسیایی توانست شهرتی منطقه ای کسب کند.

## زندگی هنری
امل خضیر مقدمات موسیقی را از دوستان نزدیک پدرش فراگرفت و پس از علاقه‌مند شدن به این حرفه، در سال ۱۹۶۳ به همراه خواهرش به بصره رفت. وی توانست با شرکت در تئاترهای محلی و همچنین کنسرت‌های کوچک، نظر برنامه‌سازان بزرگ را به خود جلب کند.